# Мост Ракоци
Мост Ракоци (мађ. Rákóczi híd) је мост у Будимпешти, Мађарској, који повезује Будим и Пешту преко Дунава. Изградња челичног моста започета је 1992. године.
Име је добио по династији Ракоци, али се још обично назива и Lágymányosi híd. Овај мост је најјужнији, и други најновији, јавни мост у главном граду; свечано је отворен 1995.

## Трамвај
Мост је предвиђен за превоз трамваја. Поседује трамвајске пруге на средини моста, али стазе нису пуштене. Реконструкција трамваја и деоница линије моста изграђене су заједно. Мост је требао да буде отворен до јануара 2015, али је отварање каснило због Националне агенције за саобраћај, која је захтевала још један тест оптерећења од 1000 тона и након тога отворили су проширени трамвајски део.